# Спитайте батька
Спитайте батька  (англ. Ask Father) — американська короткометражна кінокомедія режисера Хела Роача 1919 року.

## Сюжет
Щоб одружитися з коханою дівчиною, Гарольд повинен запитати дозволу у її батька. Але батькові дівчини весь час ніколи.

## У ролях
- Гарольд Ллойд — Гарольд
- Снуб Поллард — секретар федерального уряду
- Бібі Данієлс — оператор комутатора
- Семмі Брукс — малий працівник офісу
- Гаррі Барнс — незначна роль
- Джеймс А. Фіцджералд — офісний працівник
- Вільям Гіллеспі — офісний працівник
- Лью Харві — незначна роль
- Воллес Хоу — бос
- Бад Джеймісон — незначна роль